# Juan de Zapata

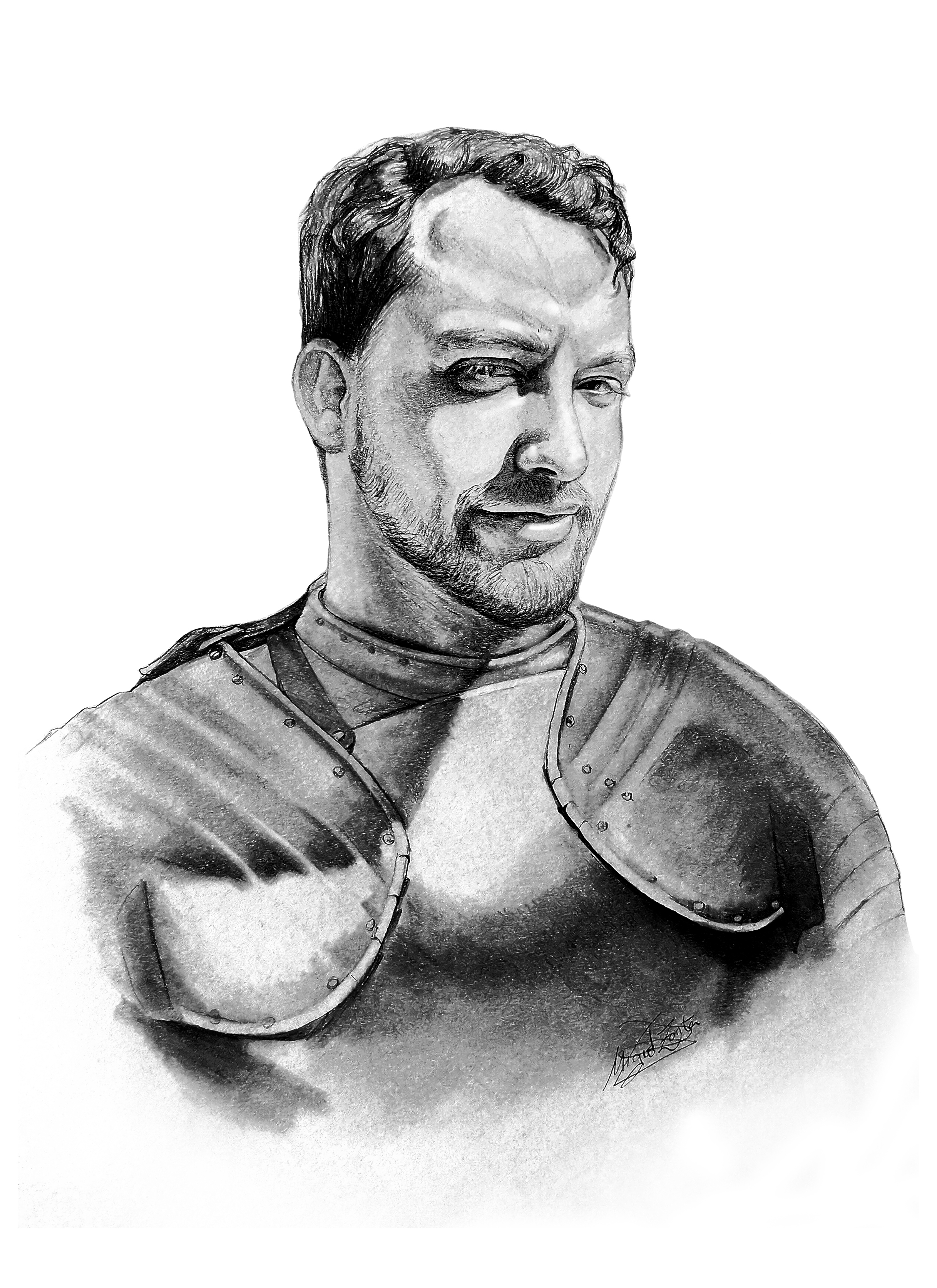
Juan de Zapata, señor de Barajas y la Alameda. Ilustración de Miguel Zorita para el periódico El Plural.

Juan de Zapata fue un capitán comunero durante la revuelta de las Comunidades de Castilla, nació en Madrid y fue regidor de esta villa.
Al producirse el estallido de la revuelta de las Comunidades de Castilla, en verano de 1520 se unió, acaudillando a unos 500 comuneros madrileños (400 infantes y 50 jinetes), al capitán Juan de Padilla procedente de Toledo, con el fin de auxiliar a los comuneros segovianos que en ese momento estaban siendo asediados por las tropas realistas, al mando del alcalde Ronquillo, que viéndose superado en número, abandona el sitio al que estaba sometiendo al Alcázar.

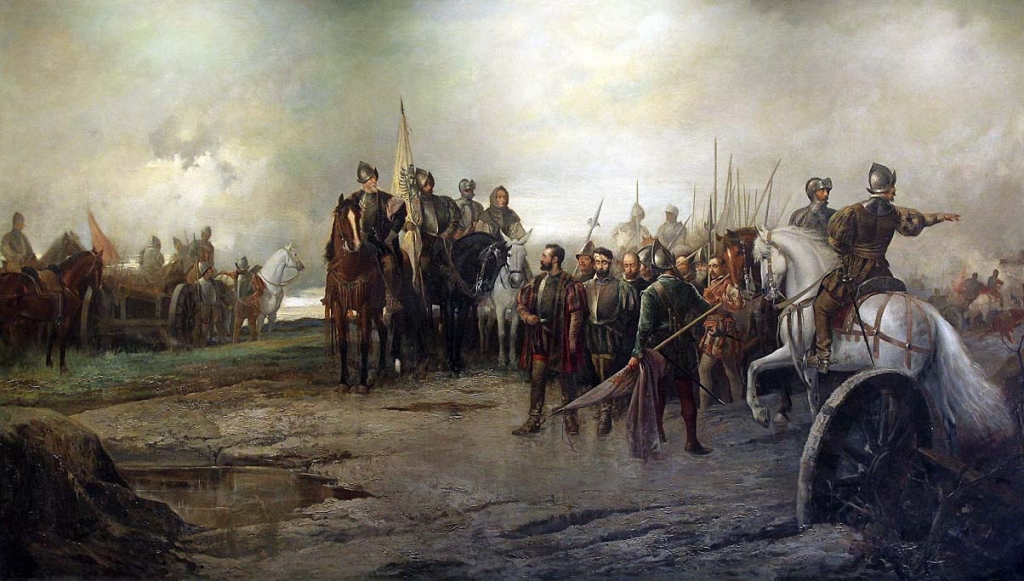
Pintura del de Manuel Picolo López, donde se representa el final de la batalla de Villalar. 23 de abril de 1521.

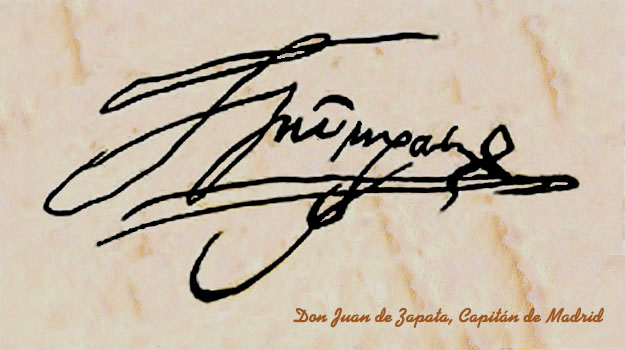
Firma de Juan de Zapata.

Posteriormente, entró en Medina del Campo nada más ser incendiada por los fieles al rey Carlos I y participó junto a los capitanes de Toledo, Juan de Padilla, y de Segovia, Juan Bravo, en la expulsión de Tordesillas del marqués de Denia y en las posteriores conversaciones que mantuvieron los comuneros en esta misma villa con la reina Juana de Castilla con el fin de proclamarla como tal en detrimento de su hijo, pero sin obtener éxito alguno a causa de las reticencias mostradas por la reina madre.
Estuvo presente en la fatídica retirada de las tropas comuneras de Torrelobatón, que se dirigían a Toro buscando una mejor defensa, sin lograr su objetivo, pues las tropas imperiales les dieron alcance en la localidad de Villalar, sufriendo una definitiva derrota el 23 de abril de 1521.
El 28 de octubre de 1522 fue exceptuado del perdón real y, aunque conservó la vida, su residencia y escudo fueron arrasados, como arrasado fue el castillo de madera construido en lo que hoy es la madrileña Puerta del Sol.
Algunos investigadores, como Joseph Pérez, le consideran autor y responsable de la propaganda generada por el movimiento a favor de la insurrección.